# 粵車南下
粵車南下（英語：Southbound Travel Scheme）是港車北上的互惠安排，合資格的廣東單牌私家車可通過申請經港珠澳大橋赴港，便利兩地居民互訪。2025年7月2日，香港特別行政區政府公佈「粵車南下」計劃，爭取於11月正式啓動實施。該計劃旨在促進香港與內地人員和車輛往來便利化和交通物流發展，推動人文交流，讓香港百業受惠，促進大灣區融合。

## 相關政策

### 港車北上
主條目： 港澳車北上

### 廣東省機動車經港珠澳大橋珠海公路口岸入出香港口岸自動化停車場的管理辦法
2024年11月5日，廣東省交通運輸廳發布《廣東省機動車經港珠澳大橋珠海公路口岸入出香港口岸自動化停車場的管理辦法（徵求意見稿）》，提出了「粵車南下」的具體安排，包括「粵車」車型、停留限期等。

## 申請通關

### 申請資格
內地居民登記本人持有的1輛廣東省機動車，申請經港珠澳大橋珠海口岸入出大橋香港口岸自動化停車場。

### 駕駛資格
內地居民持有有效的內地機動車駕駛證（不包括電子駕駛證）及有效出入境證件。

### 車輛資格
在廣東登記並領取有效牌證，車身不大於5.8（長）×2.05（寬）×2.05（高）米，且不超過9座的非營運小型載客汽車。

### 申辦方式
廣東省機動車所有人向香港機場管理局提交大橋香港口岸自動化停車場預約申請，並提交相應申請資料。

## 相關問題

### 停車問題
2025年5月26日運輸及物流局表示，香港機場管理局正逐步落實港珠澳大橋香港口岸人工島上的自動化停車場建設，包括「轉機停車場」和「訪港停車場」。這些設施將供廣東及澳門的非營運私家車通過大橋抵達香港後停泊使用，以便旅客選擇通過香港國際機場轉機，或在大橋香港口岸旅檢大樓辦理入境手續後進入香港。機場管理局將根據「粵車南下」整體規劃時間表啓動自動化停車場，並適時對外公佈相關安排。
2025年6月4日，陳紹雄表示，粵車南下會分階段推行，第一階段粵車只可停泊港珠澳大橋人工島香港口岸的自動化停車場，第二階段可入市區，但每日來港粵車會設配額上限。